# 当事人
当事人（英語：party, client）是指法律上可识别的单一实体或基本行政单位，可以是个人、团体或法人。
訴訟上的当事人指以下各種：
- 原告（提起诉讼的人）
- 被告（被起诉或被指控犯罪的人）
- 请愿人（提交请愿书要求法院裁决）
- 答辩人（通常是反对请愿书或上诉）
- 交叉原告（在同一诉讼中起诉他人的被告）或交叉被告（被交叉原告起诉的人）[2]。

但是，仅作为证人出现在案件中的人不被视为当事人。
法院使用各种术语来确定某一方在民事诉讼中的作用，通常将提起诉讼的一方确定为原告，在较早的美国案件中，则被称为“甲方当事人”（party of the first part）；将被起诉的一方称为被告，在较早的美国案件中，则被称为“乙方当事人”（party of the second part）。在尼日利亚和其他一些国家的刑事案件中，当事人被称为检察官和被告。

## 文献资料
1. ↑  Wolfgang Kresse; David M. Danko. . Springer Science & Business Media. 21 February 2012: 1021–  [2020-07-24]. ISBN 978-3-540-72680-7. （原始内容存档于2020-08-12）.
2. ↑  Anna V. Shashkova. . Cambridge Scholars Publishing. 12 January 2015: 352–  [2020-07-24]. ISBN 978-1-4438-7402-1. （原始内容存档于2021-03-22）.
3. ↑  Prof. Dr. K. L. Bhatia. . Universal Law Publishing. 2010: 299–  [2020-07-24]. ISBN 978-81-7534-894-3. （原始内容存档于2021-03-22）.
4. ↑  . 1900: 14–  [2020-07-24]. （原始内容存档于2020-07-26）.